# Ludwin Van Nieuwenhuyze
Ludwin Van Nieuwenhuyze est un footballeur belge né le 25 février 1978 à  Gand (Belgique). Il joue actuellement au KSV Audenarde en Division 2.
Il joue la majeure partie de sa carrière comme milieu de terrain au SV Zulte Waregem entre 2004 et 2011. Il rejointe ensuite le KSV Audenarde, où il recule dans le jeu au poste de défenseur. Il a remporté la Coupe de Belgique en 2006.

## Palmarès
- Vainqueur de la Coupe de Belgique en 2006 avec le SV Zulte Waregem